# Tinerkouk
Tinerkouk (în arabă تنيركوك) este o comună din provincia Adrar, Algeria.
Populația comunei este de 15.980 de locuitori (2008).